# Rhagonycha
Rhagonycha és un gènere de coleòpters polífags de la família dels cantàrids, compost per 140 espècies de distribució holàrtica. Solen ser depredadors, encara que també poden alimentar-se de pol·len de manera puntual.
El mot Rhagonycha deriva del grec rhag (raïm) i onyx (ungla).

## Taxonomia
- Rhagonycha adanensis
- Rhagonycha aibgaena
- Rhagonycha alagoesa
- Rhagonycha alaskensis
- Rhagonycha amaguensis
- Rhagonycha anapensis
- Rhagonycha anatolica
- Rhagonycha andalusica
- Rhagonycha angulosa
- Rhagonycha antennata
- Rhagonycha arakawadakensis
- Rhagonycha asiatica
- Rhagonycha atrovaria
- Rhagonycha benedikti
- Rhagonycha bernhaveri
- Rhagonycha bicolor
- Rhagonycha bimucronata
- Rhagonycha bodemeyeri
- Rhagonycha bohaci
- Rhagonycha bomdiensis
- Rhagonycha brancuccii
- Rhagonycha carolusi
- Rhagonycha catei
- Rhagonycha caucasica
- Rhagonycha chironi
- Rhagonycha chirorodakensis
- Rhagonycha chtaurana
- Rhagonycha compacta
- Rhagonycha complicans
- Rhagonycha confusa
- Rhagonycha cryptica
- Rhagonycha curvipes
- Rhagonycha dahlgreni
- Rhagonycha disconigra
- Rhagonycha divisa
- Rhagonycha dolini
- Rhagonycha drienensis
- Rhagonycha duplicata
- Rhagonycha dvoraki
- Rhagonycha elongatipes
- Rhagonycha erevanensis
- Rhagonycha erimoensis
- Rhagonycha esfandiarii
- Rhagonycha falcifer
- Rhagonycha flavicornis
- Rhagonycha flavotibialis
- Rhagonycha flavus
- Rhagonycha fonticola
- Rhagonycha fulva
- Rhagonycha fulvaliena
- Rhagonycha fulvonlgra
- Rhagonycha furcata
- Rhagonycha furcatiformis
- Rhagonycha gansuensis
- Rhagonycha georgiana
- Rhagonycha ghilanensis
- Rhagonycha gillerforsi
- Rhagonycha gruziana
- Rhagonycha hagai
- Rhagonycha helleni
- Rhagonycha hetitica
- Rhagonycha hokkaidoensis
- Rhagonycha holzschuhi
- Rhagonycha hubeiana
- Rhagonycha hyperborea
- Rhagonycha hyrcana
- Rhagonycha iberica
- Rhagonycha icelica
- Rhagonycha improvisa
- Rhagonycha indistincta
- Rhagonycha intermedia
- Rhagonycha interpositus
- Rhagonycha iranica
- Rhagonycha itoi
- Rhagonycha jindrai
- Rhagonycha kabakovi
- Rhagonycha kadleci
- Rhagonycha kantnerorum
- Rhagonycha kanwonensis
- Rhagonycha karsensis
- Rhagonycha kazakhstanica
- Rhagonycha kazantsevi
- Rhagonycha kefallinica
- Rhagonycha kobiensis
- Rhagonycha koreaensis
- Rhagonycha kronbladi
- Rhagonycha kurbatovi
- Rhagonycha kurdistana
- Rhagonycha lencoranica
- Rhagonycha limbatella
- Rhagonycha longula
- Rhagonycha lundbergi
- Rhagonycha luristana
- Rhagonycha macedonica
- Rhagonycha maceki
- Rhagonycha machulkai
- Rhagonycha manipurensis
- Rhagonycha marginithorax
- Rhagonycha marocana
- Rhagonycha matisi
- Rhagonycha meghalayana
- Rhagonycha melanodera
- Rhagonycha meridionalis
- Rhagonycha mimica
- Rhagonycha mlikovskyi
- Rhagonycha mongolica
- Rhagonycha monticola
- Rhagonycha morvani
- Rhagonycha neglecta
- Rhagonycha nevadensis
- Rhagonycha nigroimpressa
- Rhagonycha nopporensis
- Rhagonycha nurdagensis
- Rhagonycha oboensis
- Rhagonycha ondreji
- Rhagonycha orientalis
- Rhagonycha osellai
- Rhagonycha osmana
- Rhagonycha pacifica
- Rhagonycha paflagonica
- Rhagonycha pamphylica
- Rhagonycha parnassica
- Rhagonycha parviocellata
- Rhagonycha pekinensis
- Rhagonycha peteri
- Rhagonycha pfefferi
- Rhagonycha piciana
- Rhagonycha planicollis
- Rhagonycha prijutensis
- Rhagonycha prudeki
- Rhagonycha pseudoconsociata
- Rhagonycha pseudogeniculata
- Rhagonycha pseudoreitteri
- Rhagonycha pseudorossica
- Rhagonycha rambouseki
- Rhagonycha rassouli
- Rhagonycha reflexa
- Rhagonycha refopallida
- Rhagonycha reitteri
- Rhagonycha richteri
- Rhagonycha robusticornis
- Rhagonycha rossica
- Rhagonycha roubali
- Rhagonycha ruzickai
- Rhagonycha rydhi
- Rhagonycha safraneki
- Rhagonycha satoi
- Rhagonycha saurica
- Rhagonycha schneideri
- Rhagonycha semifumatus
- Rhagonycha sibirica
- Rhagonycha sihotana
- Rhagonycha similata
- Rhagonycha spinosa
- Rhagonycha stanislavi
- Rhagonycha striatofrons
- Rhagonycha stusaki
- Rhagonycha syriaca
- Rhagonycha taiwanonigra
- Rhagonycha takizawai
- Rhagonycha talyschensis
- Rhagonycha tbllisiana
- Rhagonycha testaceopallida
- Rhagonycha tibetana
- Rhagonycha tridentata
- Rhagonycha tryznai
- Rhagonycha tseiana
- Rhagonycha turcica
- Rhagonycha ulaensis
- Rhagonycha upepesankensis
- Rhagonycha uralensis
- Rhagonycha vartiani
- Rhagonycha voriseki
- Rhagonycha walteri
- Rhagonycha weichowensis
- Rhagonycha yunnana
- Rhagonycha zwicki
- Rhagonycha lederi